# キャシー・ヤン
キャシー・ヤンは中国系アメリカ人で、映画監督、脚本家、映画プロデューサーである。主な監督作品は『Dead Pigs』 （2018年）、『ハーレー・クインの華麗なる覚醒 BIRDS OF PREY』(2020年)。DC映画（またはアメリカのスーパーヒーロー映画）を監督した2人目の女性であり、初めてのアジア人女性である。

## 来歴
1986年、中国生まれ。 4歳の時に、父が社会学を学ぶためにアメリカに渡ったのを機に、ワシントンDC近くのバージニア州北部に移住した 。14歳の時に家族で香港に移住し、現地の高校を卒業した   。
2008年、プリンストン大学の公共政策・国際関係学部で学士号を取得した後、ウォール・ストリート・ジャーナルの海外特派員となる。その後、映画プロデューサーを目指してニューヨーク大学に入学し、ティッシュ・スクール・オブ・アーツとスターン・ビジネススクールのデュアルプログラムを専攻した。2014年にMBAを取得、2016年にMFAを取得し卒業している     。

## キャリア
ニューヨーク、香港、北京でロサンゼルス・タイムズやウォール・ストリート・ジャーナルの記者を務めた後、映画制作に転向した 。
数本の短編映画の脚本・監督を務めた後、コメディードラマ映画である『Dead Pigs』(2018年)で長編デビューを果たした 。この作品は、黄浦江に1万6000匹の死んだ豚が浮かんでいるのが発見された黄浦江豚の死骸漂流事件(2013年)に触発されたものである。中国の投資家から資金を受けて、バイリンガルのスタッフと共に上海で撮影を行った。その後、中国映画界の「第六世代」の監督として知られる賈樟柯をエグゼクティブ・プロデューサーとして、ニューヨークで完成させた。『Dead Pigs』はサンダンス映画祭でプレミア上映され、審査員特別賞を受賞した 。
2018年4月、DCコミック『バーズ・オブ・プレイ』を原作とした、ハーレー・クインを主人公とするDCエクステンデッド・ユニバース第8作目の映画『ハーレー・クインの華麗なる覚醒 BIRDS OF PREY』の監督に抜擢された。同作は2020年2月7日に公開され、好評を博した 。マーゴット・ロビーが主演・共同製作、クリスティーナ・ホドソンが脚本を担当した 。DC映画（またはアメリカのスーパーヒーロー映画）の監督としては2人目の女性であり、初めてのアジア人女性であった 。
2020年1月現在、映画制作・配給会社A24にて、 ジェニー・ツァンのショートストーリー集に基づく次回作『Sour Heart 』の監督・製作を行っている。

## 私生活
結婚しており、夫はレストラン業界で働いている 。

## フィルモグラフィ

### 映画
| 年   | 題名 | 役割       |
| ---- | --- | ---------- |
| 2018 | Dead Pigs | 監督・脚本 |
| 2020 | ハーレイ・クインの華麗なる覚醒 BIRDS OF PREY Birds of Prey (and the Fantabulous Emancipation of One Harley Quinn) | 監督       |

### 短編映画
| 年   | 題名                   | 役割       |
| ---- | ---------------------- | ---------- |
| 2013 | Last Night             | 監督・脚本 |
| 2016 | Down River             | 監督・脚本 |
| 2016 | According to My Mother | 監督・脚本 |

### 映画プロデューサー
| 年   | 題名                                 | 備考                                                     |
| ---- | ------------------------------------ | -------------------------------------------------------- |
| 2010 | Phishing                             | 短編映画                                                 |
| 2014 | Dinosaur Rider                       | 短編映画                                                 |
| 2014 | Entropy                              | 短編映画                                                 |
| 2014 | Of Tooth and Time                    | 短編映画                                                 |
| 2015 | Humpty                               | 短編映画                                                 |
| 2016 | Sky Ladder: The Art of Cai Guo-Qiang | ドキュメンタリー映画; 補助製作責任者                     |
| 2017 | Groomed                              | 短編映画                                                 |
| 2020 | Birds of Prey: The Album             | サウンドトラックアルバム; エグゼクティブ・プロデューサー |

## テレビドラマ
| 年   | 題名                                   | 役割               |
| ---- | -------------------------------------- | ------------------ |
| 2021 | メディア王 〜華麗なる一族〜 Succession | シーズン3第3話監督 |